# Särkkäjärvi (sjö i Norra Karelen)
Särkkäjärvi är en sjö i Finland. Den ligger i kommunen Lieksa i landskapet Norra Karelen, i den östra delen av landet, 500 km nordost om huvudstaden Helsingfors. Särkkäjärvi ligger 156 meter över havet. I omgivningarna runt Särkkäjärvi växer i huvudsak barrskog. Den är 6,6 meter djup. Arean är 44,1 hektar och strandlinjen är 6,46 kilometer lång. Sjön  ingår i Vuoksens huvudavrinningsområde. 